# Рольф Волльнер
Рольф Волльнер (нім. Rolf Wollner, 28 квітня 1906 — 6 липня 1988) — німецький хокеїст на траві.
Бронзовий призер Олімпійських Ігор 1928 року.